# 七里山街道
七里山街道，是中华人民共和国山東省济南市市中区下辖的一个乡镇级行政单位。

## 行政区划
七里山街道下辖以下地区： 
七东社区、七西社区、郎南社区、郎北社区、陈南社区、明珠社区、二七南路社区、卧龙社区和阳光南路社区。